# Aust-Agder
Aust-Agderⓘ là một hạt (fylke) ở Na Uy, giáp với Telemark, Rogaland và Vest-Agder. Năm 2002, có 102.945 dân sống ở hạt này, chiếm 2,2% dân số Na Uy. Diện tích là 9.212 km². Trụ sở hành chính đóng ở Arendal.
Hạt này nằm ở bờ biển Skagerrak, kéo dài từ Gjernestangen tại Risør đến Kvåsefjorden tại Lillesand. Bên trong khu vực nội địa có Setesdalsheiene và Austheiene. Khoảng 77% cư dân sống bên bờ biển. Ngành du lịch có vai trò quan trọng, Arendal và các đô thị ven biển là các điểm thu hút khách phổ biến.
Hạt này bao gồm các đảo Tromøy, Justøya và Sandøya. Sông Otra chảy qua Setesdalen và đổ ra biển.

## Các đô thị
Hệ thống các đô thị hay kommuner, đã được thiết lập ở Na Uy năm 1837, dựa trên các giáo khu tồn tại trước đó. Na Uy đã được nhượng cho Đan Mạch năm 1814 nhưng lại có quyền tự trị dù về danh nghĩa thuộc Thụy Điển. Năm 1905, Na Uy tuyên bố độc lập hoàn toàn. Các đô thị cũng thay đổi theo biến động chính trị. Hiện hạt này có 15 đô thị:
1. Åmli
2. Arendal
3. Birkenes
4. Bygland
5. Bykle
6. Evje og Hornnes
7. Froland
8. Gjerstad
9. Grimstad
10. Iveland
11. Lillesand
12. Risør
13. Tvedestrand
14. Valle
15. Vegårshei

## Tăng trưởng dân số
Kể từ đợt điều tra dân số năm 1769, Aust-Agder đã trải qua thời kỳ tăng dân số ổn định: từ 29633 đến 79927 năm 1900, và 102.848 năm 2001. Con số này không tính số lượng người qua Mỹ.